# Simon & Schuster
A Simon & Schuster LLC (/ˈʃuːstər/SHOO-stər) egy amerikai kiadóvállalat, amelynek tulajdonosa Kohlberg Kravis Roberts.
1924. január 2-án New Yorkban alapította Richard L. Simon és M. Lincoln Schuster. A Penguin Random House, a Hachette, a HarperCollins és a Macmillan Publishers mellett a Simon & Schuster az „Öt nagy” angol nyelvű kiadók közé tartozik.
1924-ben Richard Simon nagynénje, egy keresztrejtvény-rajongó megkérdezte, van-e könyv a New York World (korabeli hírlap) keresztrejtvényeiből, amelyek akkoriban nagyon népszerűek voltak. Miután felfedezték, hogy senki sem adta ki, Simon és Max Schuster úgy döntött, hogy céget alapítanak, hogy kihasználják a lehetőséget. Simon akkoriban zongoraárus volt, Schuster pedig egy autóipari szaklap szerkesztője volt. Összegyűjtöttek 8000 dollárt - napjainkban 137 000 lenne -, és vállalkozást indítottak keresztrejtvény kötetek kiadására.
2014-ben a Simon & Schuster partnerségi megállapodást írt alá az Amazonnal az e-könyvekről, és egy új spekulatív fikciós impresszumot is elindított. 2014. október 21-én a Simon & Schuster több évre szóló partnerségi megállapodást írt alá az Amazonnal az e-könyvek áráról szóló tárgyalások során.
2017-ben a Simon & Schuster volt a harmadik legnagyobb kiadó az Egyesült Államokban, évente 2000 címet adva ki 35 különböző impresszum alatt.
2021-ben a Simon & Schuster könyvszerződéseket kötött Trump-kormányzat korábbi tisztviselőivel, például Mike Pence alelnökkel és Kellyanne Conway Trump tanácsadójával. Ez tiltakozást váltott ki a Simon & Schuster munkatársai körében.
2023 júniusában a The Wall Street Journal arról számolt be, hogy a HarperCollins és a Kohlberg Kravis Roberts (KKR) befektetési cég a vállalat felvásárolója lehet.
2023. augusztus 3-án arról számoltak be, hogy a KKR "előrehaladott tárgyalásokat" folytat a Paramount Globalnal. 2023. augusztus 7-én a Paramount Global bejelentette, hogy beleegyezett abba, hogy 1,62 milliárd dollárért eladja a Simon & Schustert a KKR-nek. Az adásvétel 2023. október 30-án zárult le.